# French Open 2016 – ženská čtyřhra legend
Ženská čtyřhra legend na French Open 2016 byla hrána v rámci dvou tříčlenných skupin. V základní skupině se páry utkaly systémem „každý s každým“. Vítězná dvojice z každé skupiny postoupila do finále.
Vítězem se stala americká dvojice bývalých světových jedniček Lindsay Davenportová a Martina Navrátilová, které ve finále zdolaly zástupkyně španělského a francouzského tenisu Conchitu Martínezovou a Nathalii Tauziatovou po dvousetovém průběhu 6–3   6–2. Navrátilová tak trofej obhájila a připsala si čtvrtý titul z této soutěže.

## Pavouk
| Legenda                                                       |                                                                        |                                                   |
| - Q – kvalifikant - WC – divoká karta - LL – šťastný poražený | - Alt – náhradník - SE – zvláštní výjimka - PR/SR – žebříčková ochrana | - w/o – bez boje - r – skreč - d – diskvalifikace |

### Finále
| Finále |                                          |   |   |  |
|        |                                          |   |   |  |
|        |                                          |   |   |  |
| A1     | Lindsay Davenportová Martina Navrátilová | 6 | 6 |  |
| B2     | Conchita Martínezová Nathalie Tauziatová | 3 | 2 |  |

### Skupina A
|    |                                          | L Davenportová M Navrátilová | M Bartoliová S Testudová | A Myskina J Novotná | Zápasy | Sety | Hry   | Pořadí |
| A1 | Lindsay Davenportová Martina Navrátilová |                              | 6–4, 6–4                 | 6–3, 5–7, [10–7]    | 2–0    | 4–1  | 24–18 | 1.     |
| A2 | Marion Bartoliová Sandrine Testudová     | 4–6, 4–6                     |                          | 6–1, 3–6, [6–10]    | 0–2    | 1–4  | 17–20 | 3.     |
| A3 | Anastasija Myskinová Jana Novotná        | 3–6, 7–5, [7–10]             | 1–6, 6–3, [10–6]         |                     | 1–1    | 4–2  | 18–21 | 2.     |

Pořadí bylo určeno na základě následujících kritérií: 1) počet vyhraných utkání; 2) počet odehraných utkání; 3) u tří párů se stejným počtem výher rozhodovalo: a) procento vyhraných setů, b) procento vyhraných her; 5) rozhodnutí řídící komise.

### Skupina B
|    |                                          | T Austinová K Clijstersová | C Martínez N Tauziatová | I Majoliová A Sánchezová | Zápasy | Sety | Hry   | Pořadí |
| B1 | Tracy Austinová Kim Clijstersová         |                            | 3–6, 7–6(7–5), [8–10]   | 6–2, 6–0                 | 1–1    | 3–2  | 22–15 | 2.     |
| B2 | Conchita Martínezová Nathalie Tauziatová | 6–3, 6–7(5–7), [10–8]      |                         | 5–7, 7–6(9–7), [10–3]    | 2–0    | 4–2  | 26–19 | 1.     |
| B3 | Iva Majoliová Arantxa Sánchezová         | 2–6, 0–6                   | 7–5, 6–7(7–9), [3–10]   |                          | 0–2    | 1–4  | 11–25 | 3.     |

Pořadí bylo určeno na základě následujících kritérií: 1) počet vyhraných utkání; 2) počet odehraných utkání; 3) u tří párů se stejným počtem výher rozhodovalo: a) procento vyhraných setů, b) procento vyhraných her; 5) rozhodnutí řídící komise.